# Муррин-пата
Муррин-пата (гарама) — австралийский язык дейлийской языковой семьи. На языке говорят аборигены, живущие в городе Вадейе Северной территории Австралии. Число носителей согласно переписи населения Австралии 2006 года — 1832 человек.
Это один из немногих языков австралийских аборигенов, число говорящих на котором увеличивается.